# Contos Folclóricos Brasileiros
Contos Folclóricos Brasileiros é um livro escrito a partir de uma pesquisa de campo realizada pelo estudioso da tradição oral, escritor e cordelista brasileiro Marco Haurélio. Empreendida em 2005, a pesquisa redundou em outros livros, a exemplo de Contos e Fábulas do Brasil e O Príncipe Teiú e Outros Contos Brasileiros. Ilustrado por Maurício Negro, o livro recebeu notas e classificações do professor Paulo Correia, do Centro de Estudos Ataíde Oliveira (CEAO), da Universidade do Algarve, Faro, Portugal. A classificação segue rigorosamente o Catálogo Internacional do Conto Popular, o Sistema ATU. Em 2012, foi selecionado pelo Programa Nacional Biblioteca da Escola, do Ministério da Educação, para compor acervos de escolas públicas de todo o país. Também foi selecionado, em 2011, pela Fundação Nacional do Livro Infantil e Juvenil (FNLIJ) para compor o catálogo brasileiro da Feira do Livro de Bolnha, Itália, a mais importante do segmento infantojuvenil.

## A coletânea
Os contos folclóricos reunidos na coletânea encontram ressonância na Índia dos Vedas; outros, no Egito dos faraós. Há, ainda, os que trazem retalhos da mitologia greco-romana ou de narrativas da Bíblia. Diversão para crianças, entretenimento para os adultos após o trabalho, o conto folclórico conserva, também, informações de hábitos, costumes, ritos e mitos aparentemente desaparecidos ou esquecidos. 
Classificada de acordo com o Sistema ATU, (iniciais de três estudiosos do conto popurAntti Aarne, Stith Thompson e Hans Jörg Uther), a obra Contos Folclóricos Brasileiros apresenta narrativas que se aproximam de mitos e lendas clássicos.  O conto José e Maria, por exemplo, traz elementos de Hansel e Gretel (João e Maria), dos Irmãos Grimm, mas possui uma segunda parte com uma sequência que faz do herói (José) uma reencarnação popular de Perseu, o salvador de Andrômeda. Guime e Guimar, que consta dos Contos populares do Brasil, de Silvio Romero (O homem pequeno), é a clássica história da Filha do diabo, aqui retratado como um rei tão cruel quanto azarado. É um conto que lembra o ciclo mitológico de Jasão e Medeia, pois o herói só realiza suas tarefas mediante a intervenção mágica da amada. Nos contos de Grimm encontramos o mesmo motivo em Tamborzinho. Por sua atualidade, a obra tem sido utilizada, ao lado de clássicos, como Contos tradicionais do Brasil, de Luís da Câmara Cascudo, e Contos populares do Brasil, de Sílvio Romero, para fundamentação teórica de trabalhos acadêmicos e como base de dados para catalogação dos contos na área lusófona. 

## Contos de Animais
- O Coelho Medonho
- O Macaco que Pediu Sabedoria a Deus
- O Urubu e a Raposa
- A Onça e o Bode
- O Macaco e a Raposa
- A Festa no Céu
- A Reunião dos Bichos
- O Arranca Rabo

## Contos de Maravilhosos (ou de Encantamento)
- Arranca-toco
- José e Maria
- Guime e Guimar
- O Compadre da Morte
- Belisfronte
- O Príncipe e o Mestre-sala
- Cara de Pau
- Maria Borralheira

## Contos Religiosos
- O Nascimento de Cristo
- São Pedro e a Questão das Almas
- A Gulodice de São Pedro
- A Dívida
- Os Dois Compadres e a Mochila de Ouro
- O Príncipe, a Mosca e a Aranha

## Contos novelescos (ou de amor e recompensa)
- A Princesa e o Filho do Pescador
- Ingrata e Gemido
- A Princesa e o Filho da Criada
- A Moça que não Falava

## Contos jocosos (ou humorísticos)
- A Mentirosa
- A Noiva na Fonte
- As Três Irmãs Tontas
- O Caçador e a Onça

## Contos de Fórmula ou Acumulativos
- A Formiguinha
- O Rabo do Macaco

## Contos de exemplo
- O Vaqueiro e a Caveira
- O Olho Maior que o Corpo
- A Namorada Misteriosa
- A Moça Tecelona
- O Tesouro do Matuto